# John Rankin Waddell
Pour les articles homonymes, voir Rankin.
John Rankin Waddell  ou Rankin né en 1966 à Glasgow est un photographe de mode et de nu britannique. Il est diplômé de London College of Communication.
En 1991, il lance le magazine Dazed & Confused avec Jefferson Hack.
En 2000, il crée son magazine Rank et bien plus tard Hunger.
Son travail a inspiré des publicitaires. Il a fait des photos pour Zink, Citizen K, Arena, Jitrois, Prada, Dior beauty.

## Œuvres
- Act Up, Le Sida ne vous concerne pas ? 2006 (Campaign)
- Women’s Aid Act (Campaign) Violence domestique contre les femmes (Prix Campaigning Team of the Year 2007)